# Coupe d'Afrique des clubs champions masculine de handball 1985
La Coupe d'Afrique des clubs champions masculine de handball 1985 est la septième édition de la compétition. Elle a eu lieu dans la Salle Ibn Yassine et au Complexe sportif Moulay-Abdallah de Rabat au Maroc du 18 au 31 décembre 1985.

## Modalités
Initialement, les 12 clubs qualifiés sont répartis dans 3 poules de 4 équipes :
- poule A : Interclub de Brazzaville (Congo, tenant du titre), AS Bantou Brazzaville (Congo), ASC Jaraaf de Dakar (Sénégal), INJS Yaoundé (Cameroun, forfait) ;
- poule B : Zamalek SC (Egypte, remplacé par Al Ahly), AS BIAO Abidjan (Côte d'Ivoire), New Club Lagos (Nigeria, forfait), club inconnu (Kenya et/ou Ouganda, forfait) ;
- poule C : MC Alger (Algérie), Barid Marrakech (Maroc), Primeiro de Agosto (Angola), CD Costa do Sol (Mozambique).

Comme chaque année, la compétition a été marquée par le forfait d'au moins trois équipes et n'oppose finalement que neuf équipes.

## Tour préliminaire
Dans la poule A, les résultats sont[Passage problématique] :
- Interclub de Brazzaville bat ASC Jaraaf de Dakar 22-20
- AS Bantou Brazzaville bat Interclub de Brazzaville 22-20
- ASC Jaraaf de Dakar bat AS Bantou Brazzaville 21-20 (mi-temps 13-07)

Le classement est :
1. AS Bantou Brazzaville, 2 pts, +1
2. ASC Jaraaf de Dakar, 2 pts, -1
3. Interclub de Brazzaville, 2 pts, 0

Ainsi, l'AS Bantou et l'ASC Jaraaf se qualifient pour le tour principal tandis que l'Interclub est reversé dans la poule de consolation.[Passage contradictoire (Les résultats ne permettent de produire le bon classement)]
Dans la poule B, après le forfait des clubs nigérian et ougandais, il ne reste que deux équipes :
- Al Ahly bat AS BIAO Abidjan 23 à 22.

Les deux équipes se qualifient pour le tour principal.
Dans la poule C, les résultats sont :
- MC Alger bat Barid Marrakech 24-15 (mi-temps 10-05)
- Barid Marrakech bat CD Costa do Sol 31-17 (mi-temps 16-08)
- Primeiro de Agosto bat CD Costa do Sol 39-15 (mi-temps 16-08)
- MC Alger bat Primeiro de Agosto 18-16
- Primeiro de Agosto bat Barid Marrakech 18-14
- MC Alger bat CD Costa do Sol 27-18 ou 27-17.

Le classement est :
1. MC Alger, 6 pts
2. Primeiro de Agosto, 4 pts
3. Barid Marrakech, 2 pts
4. CD Costa do Sol, 0 pt

Le MC Alger et le Primeiro de Agosto se qualifient pour le tour principal tandis que le Barid Marrakech et le CD Costa do Sol sont reversés dans la poule de consolation.

## Poule de consolation
| Les résultats sont : - Interclub de Brazzaville bat Barid Marrakech 21-10 - Barid Marrakech bat CD Costa do Sol 31-17 - Interclub de Brazzaville bat CD Costa do Sol 36-08. | Le classement est : 7. Interclub de Brazzaville, 4 pts 8. Barid Marrakech, 2 pts 9. CD Costa do Sol 0 pt. |

## Tour principal
Dans la poule 1, les résultats sont :
- MC Alger bat AS BIAO Abidjan 19-16
- AS BIAO Abidjan et AS Bantou Brazzaville 21-21
- MC Alger bat AS Bantou Brazzaville 23-15

Le classement est :
1. MC Alger, 4 pts, qualifié pour la finale
2. AS BIAO Abidjan, 1 pt, -3
3. AS Bantou Brazzaville, 1 pt, -8

Dans la poule 2, les résultats sont :
- Al Ahly bat ASC Jaraaf de Dakar 23-16
- Primeiro de Agosto bat Al Ahly 19-18
- ASC Jaraaf de Dakar bat Primeiro de Agosto 24-21.

Le classement est :
1. Al Ahly, 2 pts, +6, qualifié pour la finale
2. Primeiro de Agosto, 2 pts, -2
3. ASC Jaraaf de Dakar, 2 pts, -4

## Phase finale
Les matchs opposent les clubs de même rang du tour principal :
- Finale : Al Ahly bat MC Alger 7 tirs au but à 6 (14-14 à la fin du temps réglementaire, 16-16 après la première prolongation, 18-18 après la seconde prolongation)
- Match pour la 3e place : AS BIAO Abidjan bat Primeiro de Agosto 23 à 22 (mi-temps 12-10)
- Match pour la 5e place : AS Bantou Brazzaville bat ASC Jaraaf de Dakar 20 à 16 (mi-temps 10-07)

## Classement final
Le classement final est :
1. Al Ahly
2. MC Alger
3. AS BIAO Abidjan
4. Primeiro de Agosto
5. AS Bantou Brazzaville
6. ASC Jaraaf de Dakar
7. Interclub de BrazzavilleT
8. Barid Marrakech
9. CD Costa do Sol.